# Karl von der Groeben (General, 1826)
Karl Hermann von der Groeben (* 23. November 1826 in Ludwigsdorf; † 20. Januar 1898 in Charlottenburg) war ein preußischer Generalmajor.

## Leben

### Herkunft
Karl war ein Sohn des Majoratsherrn auf Ludwigsdorf Hans von der Groeben (1788–1837) und dessen Ehefrau Amande, geborene von Rosenberg-Gruszczynski (1796–1867). Sein Bruder Hermann (1828–1902) wurde ebenfalls preußischer Generalmajor.

### Militärkarriere
Groeben besuchte zunächst das Altstädtische Gymnasium und studierte an der Universität in Königsberg. Am 1. Oktober 1848 trat er als Musketier in das 3. Infanterie-Regiment der Preußischen Armee ein und mit der Beförderung zum Portepeefähnrich wurde er Mitte September 1849 in das 3. Dragoner-Regiment versetzt. Bis Mitte Januar 1866 avancierte er zum Rittmeister und Eskadronchef. In dieser Eigenschaft nahm Groeben im gleichen Jahr während des Krieges gegen Österreich an den Schlachten bei Münchengrätz und Königgrätz sowie den Gefechten bei Pressburg teil. Für sein Verhalten erhielt er den Roten Adlerorden IV. Klasse mit Schwertern. Im Krieg gegen Frankreich führte Groeben 1870/71 seine 4. Eskadron in der Schlacht bei Gravelotte sowie bei den Belagerungen von Metz und Paris. Mitte Dezember 1870 hatte er den Charakter als Major erhalten und war Anfang Februar 1871 mit dem Eisernen Kreuz II. Klasse ausgezeichnet worden.
Nach dem Friedensschluss erhielt Groeben Anfang November 1871 das Patent zu seinem Dienstgrad und wurde am 20. Juni 1872 als etatsmäßiger Stabsoffizier in das Kurmärkische Dragoner-Regiment Nr. 14 nach Colmar versetzt. In gleicher Eigenschaft war er vom 15. Juni 1875 bis zum 16. Oktober 1876 im 3. Badischen Dragoner-Regiment „Prinz Karl“ Nr. 22 in Karlsruhe tätig. Anschließend beauftragte man Groeben unter Stellung à la suite zunächst mit der Führung des Schleswig-Holsteinischen Dragoner-Regiments Nr. 13 in Flensburg und ernannte ihn am 21. Juni 1877 zum Kommandeur dieses Verbandes. Mitte Oktober 1877 wurde er Oberstleutnant und erhielt am 17. Mai 1879 das Kommando über das in Schwedt/Oder stationierte 1. Brandenburgische Dragoner-Regiment Nr. 2. In dieser Stellung erfolgte Mitte September 1882 seine Beförderung zum Oberst. Unter Verleihung des Kronenordens II. Klasse wurde Groeben am 14. Februar 1885 mit Pension und der Berechtigung zum Tragen der Regimentsuniform zur Disposition gestellt.
Am 17. September 1887 erhielt Groeben seinen Abschied mit Pension und am 19. September 1888 wurde ihm noch der Charakter als Generalmajor verliehen.

### Familie
Groeben hatte sich am 6. November 1855 in Schmelzdorf mit Elisabeth von Knobelsdorff-Brenkenhoff (1832–1888) verheiratet. Aus der Ehe gingen die Söhne Karl (1857–1891), Günther (1859–1861) und Walter (* 1867) sowie die Tochter Martha (* 1861) hervor.